# Schronisko w Podlesiu koło Rabsztyna
Schronisko w Podlesiu koło Rabsztyna – schronisko w lesie we wsi Podlesie, w województwie małopolskim, w powiecie olkuskim, w gminie Olkusz. Jest to obszar Wyżyny Olkuskiej będącej częścią Wyżyny Krakowsko-Częstochowskiej i znajduje się w obrębie specjalnego obszaru siedlisk Jaroszowiec. 

## Opis obiektu
Obiekt znajduje się po południowej stronie ściany skał, w odległości około 100 m od asfaltowej drogi nr 783. Przez wspinaczy skalnych skały te nazywane są Igłami Olkuskimi. Schronisko składa się z salki o wymiarach 2 × 4 m. Odbiegają od niej w głąb masywu niedostępne szczeliny. Na dnie są duże skalne bloki z częściowo zawalonego stropu, drobniejszy gruz, próchnica i liście.  
Schronisko powstało w późnojurajskich wapieniach skalistych i prawdopodobnie jest częścią większego systemu jaskiniowego, który uległ zniszczeniu. O jego krasowym pochodzeniu świadczą dobrze zachowane rynny boczne i ospa krasowa na stropie. Wskutek późniejszych pęknięć i przesunięć skał niektóre fragmenty rynien uległy przesunięciu. Rozmycia na ścianach odbiegającej ku północy szczelinie świadczą o tym, że schronisko powstało w strefie wadycznej.  
Schronisko jest poddane wpływom środowiska zewnętrznego i prawie w całości oświetlone światłem słonecznym. Wewnątrz obserwowano pajęczaki.
Pierwszy, bardzo krótki opis i plan sporządził Kazimierz Kowalski w 1951 roku. W roku 1990 M. Szelerewicz podaje jego dokładniejszy opis i plan w dokumentacji dla Zarządu Zespołu Jurajskich Parków Krajobrazowych woj. katowickiego.